# Милиця Кор'юс
Милиця Кор'юс (англ. Miliza Elizabeth Korjus; 18 серпня 1909, Варшава — 26 серпня 1980, Калвер-Сіті, Каліфорнія, США) — кінозірка, оперна співачка (США).

## Біографія
Юність майбутньої актриси пройшла в Україні.
1927 року Милиця Кор'юс співала в хорі Державної хорової капели «Думка». Навчалася в мистецьких школах Таллінна.
Співала на сцені Берлінської опери, Нью-Йоркської «Метрополітен-опера».
Зірковий час Милиці Кор'юс — головна роль у голлівудській кінострічці-шедеврі «Великий вальс» (США, 1938), з якою до неї прийшла світова слава та найвища кінопремія «Оскар».